# Skeleton-Europacup 2014/15
Der Skeleton-Europacup 2014/15 ist eine von der Fédération Internationale de Bobsleigh et de Tobogganing (FIBT) veranstaltete Rennserie, die zum fünfzehnten Mal ausgetragen wird und zum Unterbau des Weltcups gehört. Die Ergebnisse der acht Saisonläufe an fünf Wettkampforten fließen in das FIBT-Skeleton-Ranking 2014/15 ein.

## Teilnahmequoten
Die Quotenplätze für die einzelnen nationalen Verbände wurden anhand des FIBT-Rankings aus der Vorsaison folgendermaßen vergeben:
- Männer:
  - 4 Startplätze:  Deutschland,  Vereinigtes Königreich,  Schweiz,  Russland,  Österreich,  Italien
  - alle anderen Nationen aus Europa und Afrika: 3 Startplätze
  - alle Nationen aus Amerika, Asien und Ozeanien: 2 Startplätze
- Frauen:
  - 4 Startplätze:  Russland,  Deutschland
  - alle anderen Nationen aus Europa und Afrika: 3 Startplätze
  - alle Nationen aus Amerika, Asien und Ozeanien: 2 Startplätze

## Männer

### Veranstaltungen
| Datum             | Ort         | Sieger             | Zweiter          | Dritter          |
| ----------------- | ----------- | ------------------ | ---------------- | ---------------- |
| 21. November 2014 | Lillehammer | Ruslan Sabitow     | Kenny Howard     | Wladimir Lebedew |
| 22. November 2014 | Lillehammer | Ruslan Sabitow     | Wladimir Lebedew | Kenny Howard     |
| 28. November 2014 | Königssee   | Dave Greszczyszyn  | Ruslan Sabitow   | Jeremy Rice      |
| 29. November 2014 | Königssee   | Dave Greszczyszyn  | Ruslan Sabitow   | Newen Mitew      |
| 6. Dezember 2014  | Winterberg  | Fabian Küchler     | Colin Domke      | Kenny Howard     |
| 15. Januar 2015   | St. Moritz  | Jack Thomas        | Kevin Boyer      | Michael Zachrau  |
| 22. Januar 2015   | Igls        | Martin Rosenberger | Dominic Rady     | Ruslan Sabitow   |
| 23. Januar 2015   | Igls        | Martin Rosenberger | Jeremy Rice      | Dominic Rady     |

### Einzelwertung
Endstand nach 8 Rennen
| Platz | Sportler         | Land                   | LIL 1 | LIL 2 | KOE 1 | KOE 2 | WIN | STM | IGL 1 | IGL 2 | Punkte |
| ----- | ---------------- | ---------------------- | ----- | ----- | ----- | ----- | --- | --- | ----- | ----- | ------ |
| 01    | Ruslan Sabitow   | Russland               | 1     | 1     | 2     | 2     | 6   | 11  | 3     | 6     | 445    |
| 02    | Jeremy Rice      | Vereinigtes Königreich | 7     | 5     | 3     | 13    | 4   | 5   | 6     | 2     | 364    |
| 03    | Jack Thomas      | Vereinigtes Königreich | 8     | 7     | 6     | 6     | 9   | 1   | 8     | 10    | 331    |
| 04    | Wladimir Lebedew | Russland               | 3     | 2     | 12    | 10    | 15  | 8   | 4     | 6     | 328    |
| 05    | Alexander Auer   | Österreich             | 4     | 9     | 5     | 4     | 4   | 9   | 11    | 11    | 323    |
| 06    | Newen Mitew      | Russland               | 5     | 6     | 4     | 3     | 11  | 15  | 10    | 12    | 302    |
| 07    | Stefan Geisler   | Österreich             | 16    | 17    | 17    | 9     | 10  | 4   | 9     | 4     | 256    |
| 08    | Jegor Wesselow   | Russland               | 6     | 4     | 10    | 15    | 14  | –   | 5     | 9     | 247    |
| 09    | James Howard     | Vereinigtes Königreich | 9     | 8     | 20    | 16    | 12  | 7   | 13    | 8     | 230    |
| 10    | Kenny Howard     | Vereinigtes Königreich | 2     | 3     | 18    | 14    | 3   | –   | –     | –     | 215    |

## Frauen

### Veranstaltungen
| Datum             | Ort         | Siegerin           | Zweite               | Dritte               |
| ----------------- | ----------- | ------------------ | -------------------- | -------------------- |
| 21. November 2014 | Lillehammer | Kendall Wesenberg  | Kim Meylemans        | Anastassija Schlapak |
| 22. November 2014 | Lillehammer | Renata Chusina     | Kim Meylemans        | Anastassija Schlapak |
| 28. November 2014 | Königssee   | Lanette Prediger   | Carina Mair          | Kimberley Bos        |
| 29. November 2014 | Königssee   | Lanette Prediger   | Carina Mair          | Elisabeth Vathje     |
| 6. Dezember 2014  | Winterberg  | Elisabeth Vathje   | Kendall Wesenberg    | Renata Chusina       |
| 15. Januar 2015   | St. Moritz  | Jacqueline Lölling | Kendall Wesenberg    | Maxi Just            |
| 22. Januar 2015   | Igls        | Jacqueline Lölling | Anastassija Schlapak | Kim Meylemans        |
| 23. Januar 2015   | Igls        | Jacqueline Lölling | Maxi Just            | Anna Fernstädt       |

### Einzelwertung
Endstand nach 8 Rennen
| Platz | Sportler             | Land               | LIL 1 | LIL 2 | KOE 1 | KOE 2 | WIN | STM | IGL 1 | IGL 2 | Punkte |
| ----- | -------------------- | ------------------ | ----- | ----- | ----- | ----- | --- | --- | ----- | ----- | ------ |
| 01    | Kendall Wesenberg    | Vereinigte Staaten | 1     | 4     | 4     | 4     | 2   | 2   | 8     | 9     | 425    |
| 02    | Anastassija Schlapak | Russland           | 3     | 3     | 5     | 9     | 8   | 5   | 2     | 4     | 385    |
| 03    | Renata Chusina       | Russland           | 4     | 1     | 10    | 6     | 3   | 9   | 6     | 6     | 366    |
| 04    | Kimberley Bos        | Niederlande        | 9     | 6     | 3     | 8     | 5   | 10  | 9     | 7     | 314    |
| 05    | Gracie Clapp         | Vereinigte Staaten | 5     | 9     | 7     | 7     | 4   | 7   | 12    | 13    | 297    |
| 06    | Fabienne Hodler      | Schweiz            | 7     | 8     | 8     | 10    | 7   | 17  | 10    | 11    | 260    |
| 07    | Alina Chafisowa      | Russland           | 10    | 10    | 13    | 12    | 9   | 8   | 11    | 10    | 250    |
| 08    | Kim Meylemans        | Belgien            | 2     | 2     | –     | –     | –   | –   | 3     | 5     | 230    |
| 09    | Jacqueline Lölling   | Deutschland        | –     | –     | –     | –     | –   | 1   | 1     | 1     | 225    |
| 10    | Johanna Balassa      | Österreich         | 14    | 13    | 9     | 16    | 10  | 12  | 13    | 12    | 218    |